# Tetragonodes
Tetragonodes is een geslacht van vlinders van de familie spanners (Geometridae), uit de onderfamilie Ennominae.

## Soorten
- T. amazonaria Felder, 1875
- T. anopsaria Guenée, 1858
- T. asphales Prout, 1916
- T. bahahoyata Oberthür, 1912
- T. geminaria Jones, 1921
- T. impostor Warren, 1900
- T. murcia Schaus, 1913
- T. pectinata Prout, 1910
- T. rufata Dognin, 1900